# Elio Martusciello

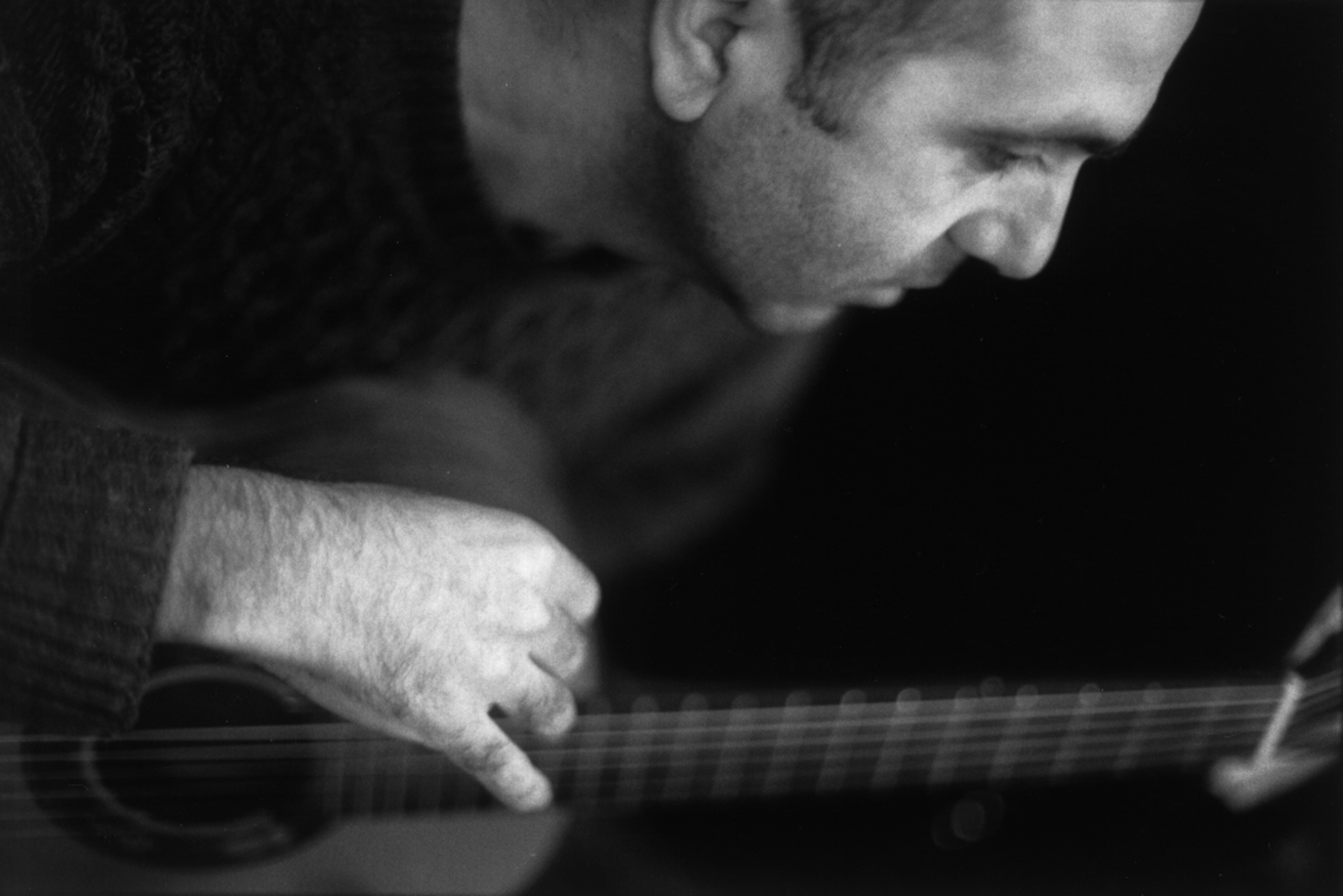
Elio Martusciello

Elio Martusciello (* 1959 in Neapel) ist ein italienischer Improvisationsmusiker, Komponist und Multimediakünstler.

## Leben
Der musikalische Autodidakt Martusciello arbeitete als Improvisationsmusiker u. a. mit Eugene Chadbourne, Alvin Curran, Michel Doneda, Wolfgang Fuchs, Thomas Lehn, Jean-Marc Montera, Jérôme Noetinger, Richard Nunns, Tony Oxley, Evan Parker, Michael Thieke und Z'EV zusammen. Er gehört den Improvisationsgruppen Ossatura (mit Fabrizio Spera und Luca Venitucci) und Taxonomy (mit Graziano Lella und Roberto Fega) an und arbeitet im Duo mit Mike Cooper (Schismophonia) und Tim Hodgkinson (Le Pecore di Dante) sowie dem elektroakustischen Bindou Ensemble (mit Ana-Maria Avram, Chris Cutler, Rhodri Davies, Iancu Dumitrescu und Tim Hodgkinson).
Er ist Gründungsmitglied von IXEM (Italian eXperimental Electronic Music) und gründete mit Giuseppe Ielasi, Domenico Sciajno, Alessandro Bosetti, Valerio Tricoli und Renato Rinaldi das experimentelle Label Bowindo. Seit 2002 beteiligt er sich an den Multimedia- und Lifeprojekten la locandaccia und Arturo. 2005 erschien sein Soloalbum Unoccupied Areas.
Er trat bei Festivals in ganz Europa, in Südamerika und Korea auf. 1993 war er Composer in Residence des französischen Centre National de Création Musicale, wo die Komposition non-nato entstand. Im Auftrag von RAI entstand 1998 Voices from Audiobox, weitere Kompositionsaufträge folgten. 2000 war Martusciello Composer in Residence bei Césaré (Studio de création musicale) und dem Institut international de musique électroacoustique de Bourges (IMEB). Für seine Kompositionen erhielt er mehrfach Preise beim Grands Prix Internationaux de Musique Electroacoustique, beim Luigi-Russolo-Wettbewerb und beim Concurso Internacional de Música Eletroacústica de São Paulo (CIMESP) in São Paulo.
Martusciello unterrichtet elektronische Musik, elektroakustische und multimediale Komposition am Konservatorium von Neapel.

## Kompositionen
- Betelgeuse, 1978
- Metafisica, 1981
- Flatlandia, 1984
- Entropie diverse, 1989
- Non-nato, 1993
- Limite inferiore sinistro, 1994
- Aura, 1991
- Cthulhu, 1991
- Anamnesi, 1992
- Fuori dall'ombra, 1993
- Ibidem, 1993
- Ambra, 1994
- Consunzione (Isole), 1994
- Luogo contestuale, 1994
- Eterarchia, 1995
- Il vento silenzioso, 1995
- Le memorie di un Domovoj, 1995
- Movimento, quietudine, 1995
- Proiezioni, 1995
- Cattura magica, 1996
- Hommage a Pierre Schaeffer, 1996
- Vis motrix, 1996
- Brecce, 1997
- Peut – être, 1997
- A@traverso.fr, 1998
- A@traverso.it, 1998
- Pedine vocali, 1998
- Voices from audiobox, 1998
- Wave, 1998
- Abita, 1999
- Aesthetics of the machine, 1999
- Dispositivo di superficie, 1999
- Horror pleni, 1999
- Inorganic time, 1999
- Akousma, 2000
- Cavità disertate, 2000
- Cue, 2000
- I.S.O., 2000
- Skip, 2000
- Taxonomy, 2000
- Zanzara tigre, 2000
- Rita's kitchen, 2000
- Hijacked sounds, 2001
- Reiecta, 2001
- Sentieri, 2002
- Presenti successivi, 2003
- Irriducibile alla memoria, 2005
- Katmai, 2007
- Musical exile, 2009
- Vanishing Point, 2010
- Chamber Rites, 2015

## Diskografie
- Mauro Orselli: Navigazioni, 1994
- Duo Martusciello: Meta-Harmonies, 1995
- Geme Quartett: Euro Jazz, 1995
- Duo Martusciello: The Answering Machine Solution, 1996
- Ossatura: Dentro, 1998
- Pasquale Innarella: Pirotecnie Sonore, 1998
- Schismophonia: Radio Lines – La Voce, 1999
- Trio di Napoli: Concerto da camera per Saxofoni, Chitarra, Percussioni e Dispositivi elettroacustici, 1999
- Ossatura und Schismophonia: Sotto il Sole di Roma, 2000
- Aencrages & Co: mw3, 2000
- Elliott Sharp: State of the Union 2001, 2001
- Ossatura: Verso, 2002
- Bowindo: Aesthetics of the Machine, 2003
- Martuciello/Nunns/Cooper: Cineclub Detour, 2003
- The Art Bears: Revisited, 2003
- The Art Bears: The Art Box, 2003
- Unoccupied Areas, 2005
- Taxonomy: A Global Taxonomycal Machine, 2005
- Taxonomy: 10 Taxonomical Movements, 2008
- To extend the visibility, 2009
- Concrete songs, 2011
- BetweenUs: Chamber Rites , 2015
- Ossatura: Maps and Mazes, 2016
- incise, 2018
- the ghost album, 2020
- SISMONASTIE - Music for yellow guitar solo, 2023
- Esercizi per esistere (Dissipatio records, 2024)
- AKOUSMA-MOTHER, 2024